# Hedwiges Maduro
Hedwiges Maduro (Almere, 13 febbraio 1985) è un allenatore di calcio ed ex calciatore olandese, di ruolo centrocampista.

## Carriera

### Club
Di famiglia originaria di Aruba, nei Caraibi, è un prodotto del vivaio dell'Ajax. Fu integrato nella prima squadra nel 2004 ed esordì in Eredivisie il 26 febbraio 2005 in Roda-Ajax 1-2. Nella prima stagione scese in campo 12 volte (2 gol), nella seconda 28 volte (3 reti).
Proprio nel 2005-2006 cominciò ad essere schierato come titolare e vinse i primi trofei della sua carriera, la Supercoppa e la KNVB beker.
Nell'annata seguente totalizzò 15 presenze senza gol, aggiungendo un'altra Supercoppa e un'altra Coppa d'Olanda al suo palmarès. Dopo aver vinto la Supercoppa d'Olanda, la terza consecutiva dell'Ajax, ed aver collezionato 12 apparizioni e 4 gol in campionato, nel gennaio 2008 si è trasferito al Valencia.
Il 6 giugno 2012 viene acquistato dal Siviglia.
Il 2 gennaio 2014 passa al PAOK.
Tra il 2015 e il 2017 è tornato in patria, con il Groningen. Ha chiuso la carriera a Cipro, con l'Omonia.

### Nazionale
Debuttò con la sua nazionale nel marzo 2005 contro la Romania. Fu presente al campionato del mondo 2006 in Germania, dove scese in campo contro l'Argentina. Nonostante avesse già vestito per 12 volte la maglia della nazionale maggiore, fu convocato per il Campionato europeo di calcio Under-21 2007, che l'Olanda Under-21 vinse.
Era tra i 30 preconvocati della nazionale olandese di Marco van Basten per Euro 2008, ma viene escluso il 16 maggio.

### Dopo il ritiro
Dopo il ritiro diventa opinionista su Fox Sports e NOS e dal 2020 allena l’Under-21 dell’Almere City ed è vice della Nazionale Under-17 dopo aver ricoperto lo stesso ruolo per Under-18 e Under-21. Nel 2021 diventa poi vice della prima squadra di Almere fino al 2023 quando entra nello staff dell’Ajax allenato da Maurice Steijn. Il 24 ottobre 2023 viene chiamato a guidare la prima squadra dopo l’esonero di Steijn. Due giorni dopo al debutto in Europa League perde contro il Brighton (2-0) mentre in campionato perde la prima sfida contro il PSV (5-2) prima di lasciare il posto a John van ‘t Schip il 30 ottobre tornando a ricoprire il ruolo di assistente.

## Statistiche

### Presenze e reti nei club
Statistiche aggiornate al 16 marzo 2014.
| Stagione              | Squadra               | Campionato            | Campionato | Campionato | Coppe nazionali | Coppe nazionali | Coppe nazionali | Coppe continentali | Coppe continentali | Coppe continentali | Altre coppe | Altre coppe | Altre coppe | Totale | Totale |
| Stagione              | Squadra               | Comp                  | Pres       | Reti       | Comp            | Pres            | Reti            | Comp               | Pres               | Reti               | Comp        | Pres        | Reti        | Pres   | Reti   |
| --------------------- | --------------------- | --------------------- | ---------- | ---------- | --------------- | --------------- | --------------- | ------------------ | ------------------ | ------------------ | ----------- | ----------- | ----------- | ------ | ------ |
| 2004-2005             | Ajax                  | ED                    | 12         | 2          | CO              | 2               | 0               | CU                 | 1                  | 0                  | SO          | -           | -           | 15     | 2      |
| 2005-2006             | Ajax                  | ED                    | 28+2       | 3+0        | CO              | 3               | 0               | UCL                | 9                  | 0                  | SO          | 1           | 0           | 43     | 3      |
| 2006-2007             | Ajax                  | ED                    | 15+2       | 0          | CO              | 4               | 1               | UCL+CU             | 2+5                | 0                  | SO          | 1           | 0           | 29     | 1      |
| 2007-gen. 2008        | Ajax                  | ED                    | 15         | 4          | CO              | 2               | 1               | UCL+CU             | 1+2                | 0                  | SO          | 1           | 0           | 21     | 5      |
| Totale Ajax           | Totale Ajax           | Totale Ajax           | 70+4       | 9+0        |                 | 11              | 2               |                    | 20                 | 0                  |             | 3           | 0           | 108    | 11     |
| gen.-giu. 2008        | Valencia              | PD                    | 11         | 0          | CR              | 4               | 0               | -                  | -                  | -                  | -           | -           | -           | 15     | 0      |
| 2008-2009             | Valencia              | PD                    | 22         | 1          | CR              | 6               | 0               | CU                 | 6                  | 0                  | SS          | -           | -           | 34     | 1      |
| 2009-2010             | Valencia              | PD                    | 18         | 0          | CR              | 2               | 0               | UEL                | 12                 | 1                  | -           | -           | -           | 32     | 1      |
| 2010-2011             | Valencia              | PD                    | 18         | 1          | CR              | 4               | 0               | UCL                | 2                  | 0                  | -           | -           | -           | 24     | 1      |
| 2011-2012             | Valencia              | PD                    | 7          | 0          | CR              | -               | -               | UEL                | 1                  | 0                  | -           | -           | -           | 8      | 0      |
| Totale Valencia       | Totale Valencia       | Totale Valencia       | 76         | 2          |                 | 16              | 0               |                    | 21                 | 1                  |             |             |             | 113    | 3      |
| 2012-2013             | Siviglia              | PD                    | 26         | 0          | CR              | 4               | 0               | -                  | -                  | -                  | -           | -           | -           | 30     | 0      |
| 2013-gen. 2014        | Siviglia              | PD                    | 0          | 0          | CR              | 0               | 0               | UEL                | 1                  | 0                  | -           | -           | -           | 1      | 0      |
| Totale Siviglia       | Totale Siviglia       | Totale Siviglia       | 26         | 0          |                 | 4               | 0               |                    | 1                  | 0                  |             | -           | -           | 31     | 0      |
| gen.-giu. 2014        | PAOK                  | SL                    | 9          | 2          | CG              | 4               | 1               | UCL+UEL            | 0+2                | 0                  | -           | -           | -           | 15     | 3      |
| 2014-2015             | PAOK                  | SL                    | 10+1       | 1+0        | CG              | 1               | 0               | UEL                | 4                  | 0                  | -           | -           | -           | 16     | 1      |
| 2015-2016             | PAOK                  | SL                    | 0          | 0          | CG              | 0               | 0               | UEL                | 2                  | 0                  | -           | -           | -           | 2      | 0      |
| Totale PAOK Salonicco | Totale PAOK Salonicco | Totale PAOK Salonicco | 19+1       | 3+0        |                 | 5               | 1               |                    | 8                  | 0                  |             | -           | -           | 33     | 4      |
| Totale carriera       | Totale carriera       | Totale carriera       | 191+5      | 14+0       |                 | 36              | 3               |                    | 50                 | 1                  |             | 3           | 0           | 285    | 18     |

### Cronologia presenze e reti in nazionale
| Cronologia completa delle presenze e delle reti in nazionale ― Paesi Bassi | Cronologia completa delle presenze e delle reti in nazionale ― Paesi Bassi | Cronologia completa delle presenze e delle reti in nazionale ― Paesi Bassi | Cronologia completa delle presenze e delle reti in nazionale ― Paesi Bassi | Cronologia completa delle presenze e delle reti in nazionale ― Paesi Bassi | Cronologia completa delle presenze e delle reti in nazionale ― Paesi Bassi | Cronologia completa delle presenze e delle reti in nazionale ― Paesi Bassi | Cronologia completa delle presenze e delle reti in nazionale ― Paesi Bassi |
| Data                                                                       | Città                                                                      | In casa                                                                    | Risultato                                                                  | Ospiti                                                                     | Competizione                                                               | Reti                                                                       | Note                                                                       |
| -------------------------------------------------------------------------- | -------------------------------------------------------------------------- | -------------------------------------------------------------------------- | -------------------------------------------------------------------------- | -------------------------------------------------------------------------- | -------------------------------------------------------------------------- | -------------------------------------------------------------------------- | -------------------------------------------------------------------------- |
| 26-3-2005                                                                  | Bucarest                                                                   | Romania                                                                    | 0 – 2                                                                      | Paesi Bassi                                                                | Qual. Mondiali 2006                                                        | -                                                                          | 73’                                                                        |
| 4-6-2005                                                                   | Rotterdam                                                                  | Paesi Bassi                                                                | 2 – 0                                                                      | Romania                                                                    | Qual. Mondiali 2006                                                        | -                                                                          | 79’                                                                        |
| 8-6-2005                                                                   | Helsinki                                                                   | Finlandia                                                                  | 0 – 4                                                                      | Paesi Bassi                                                                | Qual. Mondiali 2006                                                        | -                                                                          | 67’                                                                        |
| 17-8-2005                                                                  | Rotterdam                                                                  | Paesi Bassi                                                                | 2 – 2                                                                      | Germania                                                                   | Amichevole                                                                 | -                                                                          | 53’                                                                        |
| 3-9-2005                                                                   | Erevan                                                                     | Armenia                                                                    | 0 – 1                                                                      | Paesi Bassi                                                                | Qual. Mondiali 2006                                                        | -                                                                          |                                                                            |
| 7-9-2005                                                                   | Eindhoven                                                                  | Paesi Bassi                                                                | 4 – 0                                                                      | Andorra                                                                    | Qual. Mondiali 2006                                                        | -                                                                          | 78’                                                                        |
| 8-10-2005                                                                  | Praga                                                                      | Rep. Ceca                                                                  | 0 – 2                                                                      | Paesi Bassi                                                                | Qual. Mondiali 2006                                                        | -                                                                          | 63’                                                                        |
| 12-10-2005                                                                 | Amsterdam                                                                  | Paesi Bassi                                                                | 0 – 0                                                                      | Macedonia                                                                  | Qual. Mondiali 2006                                                        | -                                                                          | 71’                                                                        |
| 1-3-2006                                                                   | Amsterdam                                                                  | Paesi Bassi                                                                | 1 – 0                                                                      | Ecuador                                                                    | Amichevole                                                                 | -                                                                          |                                                                            |
| 1-6-2006                                                                   | Eindhoven                                                                  | Paesi Bassi                                                                | 2 – 1                                                                      | Messico                                                                    | Amichevole                                                                 | -                                                                          |                                                                            |
| 4-6-2006                                                                   | Rotterdam                                                                  | Paesi Bassi                                                                | 1 – 1                                                                      | Australia                                                                  | Amichevole                                                                 | -                                                                          | 37’                                                                        |
| 21-6-2006                                                                  | Francoforte sul Meno                                                       | Paesi Bassi                                                                | 0 – 0                                                                      | Argentina                                                                  | Mondiali 2006 - 1º turno                                                   | -                                                                          | 86’                                                                        |
| 11-8-2010                                                                  | Donec'k                                                                    | Ucraina                                                                    | 1 – 1                                                                      | Paesi Bassi                                                                | Amichevole                                                                 | -                                                                          | 46’                                                                        |
| 3-9-2010                                                                   | Serravalle                                                                 | San Marino                                                                 | 0 – 5                                                                      | Paesi Bassi                                                                | Qual. Euro 2012                                                            | -                                                                          | 35’                                                                        |
| 17-11-2010                                                                 | Amsterdam                                                                  | Paesi Bassi                                                                | 1 – 0                                                                      | Turchia                                                                    | Amichevole                                                                 | -                                                                          | 87’                                                                        |
| 4-6-2011                                                                   | Goiânia                                                                    | Brasile                                                                    | 0 – 0                                                                      | Paesi Bassi                                                                | Amichevole                                                                 | -                                                                          | 64’                                                                        |
| 8-6-2011                                                                   | Montevideo                                                                 | Uruguay                                                                    | 1 – 1 (4 – 3 dtr)                                                          | Paesi Bassi                                                                | Amichevole                                                                 | -                                                                          | 65’                                                                        |
| 2-9-2011                                                                   | Eindhoven                                                                  | Paesi Bassi                                                                | 11 – 0                                                                     | San Marino                                                                 | Qual. Euro 2012                                                            | -                                                                          | 74’                                                                        |
| Totale                                                                     |                                                                            | Presenze                                                                   | 18                                                                         |                                                                            | Reti                                                                       | 0                                                                          |                                                                            |

### Statistiche da allenatore
Statistiche aggiornate al 30 dicembre 2024. In grassetto le competizioni vinte.
| Stagione        | Squadra         | Campionato      | Campionato | Campionato | Campionato | Campionato | Coppe nazionali | Coppe nazionali | Coppe nazionali | Coppe nazionali | Coppe nazionali | Coppe continentali | Coppe continentali | Coppe continentali | Coppe continentali | Coppe continentali | Altre coppe | Altre coppe | Altre coppe | Altre coppe | Altre coppe | Totale | Totale | Totale | Totale | % Vittorie | Piazzamento |
| Stagione        | Squadra         | Comp            | G          | V          | N          | P          | Comp            | G               | V               | N               | P               | Comp               | G                  | V                  | N                  | P                  | Comp        | G           | V           | N           | P           | G      | V      | N      | P      | %          | Piazzamento |
| --------------- | --------------- | --------------- | ---------- | ---------- | ---------- | ---------- | --------------- | --------------- | --------------- | --------------- | --------------- | ------------------ | ------------------ | ------------------ | ------------------ | ------------------ | ----------- | ----------- | ----------- | ----------- | ----------- | ------ | ------ | ------ | ------ | ---------- | ----------- |
| ott. 2023       | Ajax            | E               | 1          | 0          | 0          | 1          | CO              | -               | -               | -               | -               | UEL                | 1                  | 0                  | 0                  | 1                  | -           | -           | -           | -           | -           | 2      | 0      | 0      | 2      | &0,00      | Ad interim  |
| ago.-dic. 2024  | Almere City     | E               | 16         | 1          | 3          | 12         | CO              | 1               | 0               | 0               | 1               | -                  | -                  | -                  | -                  | -                  | -           | -           | -           | -           | -           | 17     | 1      | 3      | 13     | &5,88      | Eson        |
| Totale carriera | Totale carriera | Totale carriera | 17         | 1          | 3          | 13         |                 | 1               | 0               | 0               | 1               |                    | 1                  | 0                  | 0                  | 1                  |             | -           | -           | -           | -           | 19     | 1      | 3      | 15     | 5,26       |             |

## Palmarès

### Club

#### Competizioni nazionali
- Coppa dei Paesi Bassi: 2

Ajax: 2005-2006, 2006-2007
- Supercoppa dei Paesi Bassi: 3

Ajax: 2005, 2006, 2007
- Coppa di Spagna: 1

Valencia: 2008

### Nazionale
Campionato d'Europa Under-21: 1 
2007

### Individuale
- Inserito nel Best 11 UEFA del Campionato Europeo Under-21 2007[7]